# Igreja da Misericórdia de Entradas
A Igreja da Misericórdia de Entradas, igualmente conhecida como Igreja da Santa Casa da Misericórdia de Entradas, é um monumento religioso na vila de Entradas, no Município de Castro Verde, em Portugal.

## Descrição
A igreja está situada no centro da vila de Entradas, junto ao edifício do antigo hospital, utilizado como um pólo da Biblioteca Municipal de Castro Verde. Destaca-se das suas congéneres a nível regional por apresentar uma miscelânea de elementos nos estilos maneirista, manuelino e barroco, por ter sido construida e depois remodelada várias vezes, em períodos distintos. O imóvel apresenta uma planta rectangular, e uma aparência exterior simples e pouco decorada, sendo um exemplo típico da linguagem maneirista a nível regional, com base no estilo chão. Está organizado numa só nave, com cobertura em madeira de três planos, enquanto que a capela-mor tem uma abóbada de berço com pinturas murais. O arco triunfal é suportado por pilastas com pinturas, enquanto que os alçados laterais da capela-mor também estão ornados com painéis de pintura mural, de tipologia popular. No altar-mor, o frontal, os degraus e a face da plataforma estão forrados com azulejos de aresta, no estilo Mudéjar, formando um padrão xadrez em tons verdes e brancos. O retábulo possui um trono e está decorado com talha dourada e policroma, com pinturas seiscentistas, sendo igualmente desse período  as pinturas do retábulo, retratando cenas da Vida da Virgem e dos santos. Também são de especial interesse a pia de água benta manuelina no lado da Epístola, a tribuna dos mesários da Misericórdia, em madeira,  a cadeira do provedor da misericórdia, do Século XVII.

## História
O Hospital do Espírito Santo foi instituído durante a época dos infantes de Beja, provavelmente entre meados do século XV, quando tinha influência o primeiro Duque de Beja, D. Fernando de Portugal, e os princípios do século XVI, uma vez que surge nos registos das visitações da Ordem de Santiago ao termo de Entradas. Segundo estes documentos, em 1510 existia um templo anexo ao hospital, denominado de Ermida do Espirito Santo, cuja data de construção era desconhecida, embora se soubesse que era muito antiga. Foi descrita como sendo um edifício de pequenas dimensões, construído em pedra, barro e taipa, e possuía uma capela com abóboda de alvenaria, revestida a madeira, e com dois arcos em cruz e represas em pedraria. Destacavam-se as pinturas murais que decoravam a capela e o arco do cruzeiro, e o altar em alvenaria com azulejos. O edifício incluía um campanário de alvenaria em cima da parede do cruzeiro, e o acesso era feito por um portal na fachada Norte. Outro elemento de interesse era uma grade em madeira, situada numa das paredes laterais do altar, e que servia para os doentes do hospital assistirem à missa. Os registos da visitação de 1510 apontam igualmente a necessidade de trabalhos de conservação nas paredes e cobertura da ermida, que foram pedidos ao mordomo que era responsável pela instituição hospitalar. Em 1530 foi fundada a instituição da Misericórdia de Entradas.
Em 1560, o templo foi incorporado no hospital, por ordem régia, e em 1568 o hospital passou a fazer parte dos bens da irmandade da misericórdia, provavelmente porque esta não teria ainda um espaço onde cumprir as suas funções de assistência. Esta ermida foi a origem da futura Igreja da Misericórdia, que foi alvo de obras de remodelação no século XVII e em meados do século XVIII. Durante estes trabalhos foram reaproveitadas algumas partes do edifício original, como a pia de água benta e os azulejos mudéjares. De acordo com os documentos das Visitações, por volta de 1566 a Igreja da Misericórdia terá passado a ser a matriz de Entradas, substituindo nesta função uma outra igreja na vila, denominada de Santa Maria Madalena. Nas Memórias Paroquiais de 1758 ainda surge como a principal em Entradas, mas terá perdido esta classificação logo entre 1770 e 1780, data em que foram concluídas as obras na Igreja de Santiago Maior, que passou a ser a matriz.
O imóvel foi alvo de várias intervenções de restauro ao longo do século XX, nomeadamente nas fachadas exteriores. O processo para a classificação da igreja iniciou-se em 1983, pelo Instituto Português do Património Cultural, tendo a Direcção Geral dos Edifícios e Monumentos Nacionais emitido uma proposta em 27 de Maio de 1986. Um parecer de 10 de Março de 1987 do Conselho Consultivo do Instituto Português do Património Cultural propôs a classificação do edifício como Imóvel de Interesse Público, tendo a Secretária de Estado da Cultura publicado um despacho de homologação em 21 de Abril de 1987. Assim, o edifício é considerado como estando em Vias de Classificação, embora esteja homologado como Imóvel de Interesse Público. Faz igualmente parte da zona de protecção da Igreja Matriz de Entradas, classificada como Imóvel de Interesse Público.
Em 25 de Julho de 2008, foi inaugurado o pólo de Entradas da Biblioteca Municipal de Castro Verde, instalado no antigo hospital, anexo à Igreja da Misericórdia. Esta iniciativa foi organizada e financiada pela Câmara Municipal de Castro Verde, em colaboração com a Santa Casa da Misericórdia de Entradas, proprietária do edifício, tendo custado cerca de 120 mil euros. Desta forma, além da recuperação de um edifício emblemático no centro da vila, também foi criado um espaço destinado ao serviço dos habitantes. O reaproveitamento do antigo hospital para uma biblioteca fez parte de um plano municipal para a reabilitação urbana da vila de Entradas, que também incluiu a requalificação da área envolvente ao Largo da Misericórdia, o restauro da Igreja de Nossa Senhora da Esperança, a fundação do Museu da Ruralidade, e a reinstalação do Pelourinho. Em 2016, a igreja foi alvo de trabalhos arqueológicos, no âmbito da elaboração da Carta do Património do Concelho de Castro Verde. Em 28 de Janeiro de 2021, a autarquia de Castro Verde consignou a empreitada para a construção de uma casa mortuária em Entradas, que iria substituir a já existente, que estava instalada na Igreja da Misericórdia.